# كولة حضة (ماهلية)

تعديل مصدري - تعديل

كولة حضة هي إحدى قرى عزلة العمود ال طالب بمديرية ماهلية التابعة لمحافظة مأرب، بلغ تعداد سكانها 201 نسمة حسب تعداد اليمن لعام 2004.